# 萊克盧澤恩 (紐約州)
萊克盧澤恩（英語：Lake Luzerne）是一個位於美國紐約州沃倫縣的鎮。

## 人口
根據2020年美國人口普查的數據，萊克盧澤恩的面積為140.01平方千米，當中陸地面積為136.02平方千米，而水域面積為3.99平方千米。當地共有人口3079人，而人口密度為每平方千米22人。